# Martin Hellman
Martin Edward Hellman (Nova Iorque, 2 de outubro de 1945) é um criptógrafo estadunidense.
Conhecido por sua invenção do Diffie-Hellman, um método de criptografia desenvolvido em cooperação com Whitfield Diffie e Ralph Merkle. Hellman descreve sua invenção da criptografia de chave pública com os colaboradores Whitfield Diffie e Ralph Merkle na Universidade de Stanford na metade da década de 1970. Também relata seu subsequente trabalho em criptografia com Stephen Pohlig (o algoritmo de Pohlig–Hellman) e outros. Hellman comenta sobre os esforços da Agência de Segurança Nacional para conter e desencorajar o trabalho acadêmico na área, as restrições do Departamento de Comércio à exportação de informação criptografada e o chip Clipper. Também cita a comercialização de criptografia com a RSA Data Security, Inc. e a VeriSign. Ele foi um dos que assinaram uma petição para o presidente Barack Obama em 2015 para que o Governo Federal dos Estados Unidos fizesse um pacto de desarmamento nuclear e de não-agressão.